# Людвіг Рельштаб
Людвіг Рельштаб (нім. Ludwig Rellstab; 13 квітня 1799, Берлін — 27 листопада 1860, Берлін) — німецький романіст, драматург та музичний критик. 
Особливу популярність йому приніс сатиричне оповідання «Henriette, die schöne Sängerin» («Генрієтта, прекрасна співачка»; 1827), за який суд засудив його до тюремного ув'язнення. 
Найвидатнішими романами є «Algier und Paris» («Алжир та Париж»; 1830), «1812» (1834) та «Drei Jahre von dreissigen» («Три роки з тридцяти»; 1858), з драм виділяється «Євгеній Арам», запозичена з роману Бульвера. 
Твори Рельштаба зібрані в «Gesammelte Schriften» («Зібрання творів»; 1843), «Neue Folge» («Новий том»; 1846), «Garten und Wald» («Сад та ліс»; 1854) та «Fruchtstücke» («Частини фруктів»; 1861). Перші два томи його автобіографії були названі «Aus meinem Leben» («З мого життя»; 1860). Низку віршів було покладено на музику Ф. Шубертом.
З 1829 до 1841 року він видавав невеликий журнал «Iris im Gebiete der Tonkunst» («Радуга в галузі музичного мистецтва»). Особливу популярність отримали його полемічні статті проти Спонтіні. 
Є автором біографії Ліста (Берлін, 1842) та лібрето кількох опер. 